# McGrath Corner
McGrath Corner est une communauté canadienne située dans le comté de Carleton dans la province du Canada.

## Annexe